# Raoul Couvert
Raoul Robert Couvert (* 24. Juni 1903 in Chambéry; † 20. Februar 1983 ebenda) war ein französischer Eishockeyspieler.

## Karriere
Raoul Couvert nahm für die französische Eishockeynationalmannschaft an den Olympischen Winterspielen 1924 in Chamonix und 1928 in St. Moritz teil. Bei der Europameisterschaft 1924 gewann er mit seiner Mannschaft die Goldmedaille. Auf Vereinsebene spielte er für den Chamonix Hockey Club.

## Erfolge und Auszeichnungen
- 1924 Goldmedaille bei der Europameisterschaft